# James McDougal Hart

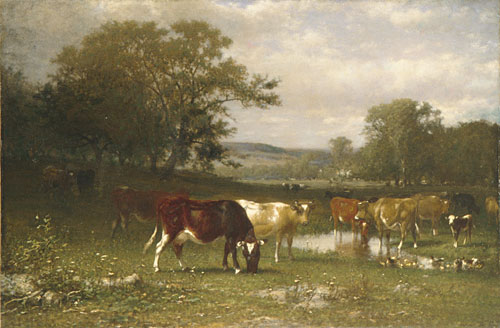
James McDougal Hart, From Shifting Shade, 1887

James McDougal Hart (ur. 10 maja 1828, zm. 24 października 1901) – urodzony w Szkocji, amerykański malarz pejzażysta, reprezentant Hudson River School.
Urodził się w Kilmarnock w Szkocji, w dzieciństwie emigrował wraz z rodziną do Stanów Zjednoczonych. Mieszkał w Albany w stanie Nowy Jork. Studiował w latach 1851–1854 malarstwo w Düsseldorfie. Po powrocie do Ameryki założył studio w Albany, w 1857 przeniósł się do Nowego Jorku, a po 1870 osiadł ostatecznie w Keene w górach Adirondack.
Przez 40 lat wystawiał w National Academy of Design w Nowym Jorku, był jej członkiem od 1859 i wiceprezesem w latach 1895–1899. Jego brat William Hart, żona Marie Thereas Gorsuch, siostra Julie Hart Beers Kempson, oraz troje dzieci (Robert, Mary i Letitia) – wszyscy byli malarzami.